# Éliminatoires de la zone Asie de la Coupe du monde de football 2018
Les éliminatoires de la zone Asie pour la Coupe du monde 2018 sont organisées par la Confédération asiatique de football (AFC) et concernent 46 équipes nationales mais seulement 4 ou 5 seront qualifiées pour la coupe du monde.

Europe • Afrique • Amérique du Nord, Amérique centrale et Caraïbes
Amérique du Sud • Asie • Océanie

## Format
Au premier tour, les douze pays les moins bien classés au classement FIFA de décembre 2014 s'affrontent en matchs à élimination directe par paire de matchs aller-retour. Les six vainqueurs accèdent au deuxième tour.
Au deuxième tour, les six vainqueurs du premier tour sont rejoints par les 34 autres pays. Ces quarante pays sont séparés en huit groupes de cinq équipes chacune. Elles s'affronteront en championnat sur matchs aller/retour. Les huit premiers et les quatre meilleurs deuxièmes se qualifient pour le troisième tour.
Au troisième tour, les douze équipes restantes sont séparées en deux groupes de six équipes. Elles s'affrontent en championnat sur matchs aller/retour, comme pour le tour précédent. Les premiers et les deuxièmes sont qualifiés pour la coupe du monde et les troisièmes participeront au quatrième tour.
Au quatrième tour, les deux troisièmes du troisième tour disputent un match aller et un match retour, le vainqueur à la suite de ces deux matches participera aux barrages intercontinentaux : deux matchs (aller et retour) contre une équipe de la CONCACAF.

## Équipes engagées
Quarante-six nations participent aux éliminatoires de la zone AFC. Leur entrée dans la phase qualificative à la Coupe du monde est déterminée par le classement FIFA de janvier 2015 entre parenthèses dans le tableau suivant.
| Entrent au deuxième tour (Classement AFC de 1 à 34) | Entrent au premier tour (Classement AFC de 35 à 46) |
| --- | --- |
| 1. Iran (51) 2. Japon (54) 3. Corée du Sud (69) 4. Ouzbékistan (71) 5. Émirats arabes unis (80) 6. Qatar (92) 7. Oman (93) 8. Jordanie (94) 9. Chine (96) 10. Australie (100) 11. Arabie saoudite (102) 12. Bahreïn (110) 13. Irak (114) 14. Palestine (115) 15. Liban (122) 16. Koweït (125) 17. Philippines (129) 18. Maldives (131) 19. Viêt Nam (133) 20. Tadjikistan (136) 21. Birmanie (141) 22. Afghanistan (142) 23. Thaïlande (144) 24. Turkménistan (147) 25. Corée du Nord (150) 26. Syrie (151) 27. Kirghizistan (152) 28. Malaisie (154) 29. Hong Kong (156) 30. Singapour (157) 31. Indonésie (159) 32. Laos (160) 33. Guam (161) 34. Bangladesh (165) | 1. Inde (171) 2. Sri Lanka (172) 3. Yémen (176) 4. Cambodge (179) 5. Taïwan (182) 6. Timor oriental (185) 7. Népal (186) 8. Macao (187) 9. Pakistan (188) 10. Mongolie (194) 11. Brunei (198) 12. Bhoutan (209) |

## Calendrier
| Tour           | Journée                    | Date                |
| -------------- | -------------------------- | ------------------- |
| Premier tour   | Match aller                | 12-17 mars 2015     |
| Premier tour   | Match retour               | 12-17 mars 2015     |
| Deuxième tour  | Journée 1                  | 11-16 juin 2015     |
| Deuxième tour  | Journée 2                  | 11-16 juin 2015     |
| Deuxième tour  | Journée 3                  | 3-8 septembre 2015  |
| Deuxième tour  | Journée 4                  | 3-8 septembre 2015  |
| Deuxième tour  | Journée 5                  | 8-13 octobre 2015   |
| Deuxième tour  | Journée 6                  | 8-13 octobre 2015   |
| Deuxième tour  | Journée 7                  | 12-17 novembre 2015 |
| Deuxième tour  | Journée 8                  | 12-17 novembre 2015 |
| Deuxième tour  | Journée 9                  | 24-29 mars 2016     |
| Deuxième tour  | Journée 10                 | 24-29 mars 2016     |
| Troisième tour |                            |                     |
| Journée 1      | 1-6 septembre 2016         |                     |
| Journée 2      | 1-6 septembre 2016         |                     |
| Journée 3      | 6-11 octobre 2016          |                     |
| Journée 4      | 6-11 octobre 2016          |                     |
| Journée 5      | 15 novembre 2016           |                     |
| Journée 6      | 23-28 mars 2017            |                     |
| Journée 7      | 23-28 mars 2017            |                     |
| Journée 8      | 13 juin 2017               |                     |
| Journée 9      | 31 août - 5 septembre 2017 |                     |
| Journée 10     | 31 août - 5 septembre 2017 |                     |

## Premier tour
Les rencontres du premier tour se déroulent le 12 mars 2015 pour les matchs aller et le 17 mars 2015 pour les matchs retour. Le tirage au sort a été effectué le 10 février 2015.
| Équipe 1        | Résultat | Équipe 2 | Aller | Retour |
| --------------- | -------- | -------- | ----- | ------ |
| Cambodge        | 4 - 1    | Macao    | 3 - 0 | 1 - 1  |
| Taïwan          | 2 - 1    | Brunei   | 0 - 1 | 2 - 0  |
| Inde            | 2 - 0    | Népal    | 2 - 0 | 0 - 0  |
| Sri Lanka       | 1 - 3    | Bhoutan  | 0 - 1 | 1 - 2  |
| *Timor oriental | 0 - 6    | Mongolie | 0 - 3 | 3 - 0  |
| Yémen           | 3 - 1    | Pakistan | 3 - 1 | 0 - 0  |

- Le Timor-Oriental passe le premier tour sur le score cumulé de 5–1 (4-1 et 0-1) face à la Mongolie en mars 2015. Cependant en 2017, soit plus d'un an après la double confrontation, la FIFA donne la victoire sur tapis vert à la Mongolie (0-3 et 3–0). En effet, le Timor-Oriental avait aligné plusieurs joueurs brésiliens non-éligibles, en falsifiant leurs papiers. Toutefois, le second tour de qualification ayant déjà été joué par le Timor-Oriental au moment des sanctions de la FIFA, la Mongolie ne sera pas réintégrée[1].

## Deuxième tour
Les rencontres du second tour se sont déroulées du 11 juin 2015 au 29 mars 2016. Le tirage au sort a été effectué le 14 avril 2015.

### Groupe A
| Rang | Équipe              | Pts | J | G | N | P | Bp | Bc | Diff |  | Résultats (▼ dom., ► ext.) |      |     |     |      |     |
| ---- | ------------------- | --- | - | - | - | - | -- | -- | ---- |  | -------------------------- | ---- | --- | --- | ---- | --- |
| 1    | Arabie saoudite     | 20  | 8 | 6 | 2 | 0 | 28 | 4  | +24  |  | Arabie saoudite            |      | 2-1 | 3-2 | 2-0  | 7-0 |
| 2    | Émirats arabes unis | 17  | 8 | 5 | 2 | 1 | 25 | 4  | +21  |  | Émirats arabes unis        | 1-1  |     | 2-0 | 10-0 | 8-0 |
| 3    | Palestine           | 14  | 8 | 4 | 2 | 2 | 22 | 6  | +16  |  | Palestine                  | 0-0  | 0-0 |     | 6-0  | 7-0 |
| 4    | Malaisie            | 6   | 8 | 2 | 0 | 6 | 3  | 30 | -27  |  | Malaisie                   | 0-3  | 1-2 | 0-6 |      | 3-0 |
| 5    | Timor oriental *    | 0   | 8 | 0 | 0 | 8 | 0  | 44 | -44  |  | Timor oriental *           | 0-10 | 0-3 | 0-3 | 0-3  |     |

- La FIFA sanctionne le Timor oriental pour avoir aligné plusieurs joueurs brésiliens non-éligibles, en falsifiant leurs papiers lors du tour précèdent de qualification. Le Timor oriental se voit imposer cinq défaites sur tapis vert, annulant par conséquent les résultats obtenus sur le terrain lors des cinq premières rencontres du groupe A.[1]

### Groupe B
| Rang | Équipe       | Pts | J | G | N | P | Bp | Bc | Diff |  | Résultats (▼ dom., ► ext.) |     |     |     |     |     |
| ---- | ------------ | --- | - | - | - | - | -- | -- | ---- |  | -------------------------- | --- | --- | --- | --- | --- |
| 1    | Australie    | 21  | 8 | 7 | 0 | 1 | 29 | 4  | +25  |  | Australie                  |     | 5-1 | 3-0 | 7-0 | 5-0 |
| 2    | Jordanie     | 16  | 8 | 5 | 1 | 2 | 21 | 7  | +14  |  | Jordanie                   | 2-0 |     | 0-0 | 3-0 | 8-0 |
| 3    | Kirghizistan | 14  | 8 | 4 | 2 | 2 | 10 | 8  | +2   |  | Kirghizistan               | 1-2 | 1-0 |     | 2-2 | 2-0 |
| 4    | Tadjikistan  | 5   | 8 | 1 | 2 | 5 | 9  | 20 | -11  |  | Tadjikistan                | 0-3 | 1-3 | 0-1 |     | 5-0 |
| 5    | Bangladesh   | 1   | 8 | 0 | 1 | 7 | 2  | 32 | -30  |  | Bangladesh                 | 0-4 | 0-4 | 1-3 | 1-1 |     |

### Groupe C
| Rang | Équipe    | Pts | J | G | N | P | Bp | Bc | Diff |  | Résultats (▼ dom., ► ext.) |     |     |     |     |      |
| ---- | --------- | --- | - | - | - | - | -- | -- | ---- |  | -------------------------- | --- | --- | --- | --- | ---- |
| 1    | Qatar     | 21  | 8 | 7 | 0 | 1 | 29 | 4  | +25  |  | Qatar                      |     | 1-0 | 2-0 | 4-0 | 15-0 |
| 2    | Chine     | 17  | 8 | 5 | 2 | 1 | 27 | 1  | +26  |  | Chine                      | 2-0 |     | 0-0 | 4-0 | 12-0 |
| 3    | Hong Kong | 14  | 8 | 4 | 2 | 2 | 13 | 5  | +8   |  | Hong Kong                  | 2-3 | 0-0 |     | 2-0 | 7-0  |
| 4    | Maldives  | 6   | 8 | 2 | 0 | 6 | 8  | 20 | -12  |  | Maldives                   | 0-1 | 0-3 | 0-1 |     | 4-2  |
| 5    | Bhoutan   | 0   | 8 | 0 | 0 | 8 | 5  | 52 | -47  |  | Bhoutan                    | 0-3 | 0-6 | 0-1 | 3-4 |      |

### Groupe D
| Rang | Équipe       | Pts | J | G | N | P | Bp | Bc | Diff |  | Résultats (▼ dom., ► ext.) |     |     |     |     |     |
| ---- | ------------ | --- | - | - | - | - | -- | -- | ---- |  | -------------------------- | --- | --- | --- | --- | --- |
| 1    | Iran         | 20  | 8 | 6 | 2 | 0 | 26 | 3  | +23  |  | Iran                       |     | 2-0 | 3-1 | 6-0 | 4-0 |
| 2    | Oman         | 14  | 8 | 4 | 2 | 2 | 11 | 7  | +4   |  | Oman                       | 1-1 |     | 3-1 | 1-0 | 3-0 |
| 3    | Turkménistan | 13  | 8 | 4 | 1 | 3 | 10 | 11 | -1   |  | Turkménistan               | 1-1 | 2-1 |     | 1-0 | 2-1 |
| 4    | Guam         | 7   | 8 | 2 | 1 | 5 | 3  | 16 | -13  |  | Guam                       | 0-6 | 0-0 | 1-0 |     | 2-1 |
| 5    | Inde         | 3   | 8 | 1 | 0 | 7 | 5  | 18 | -13  |  | Inde                       | 0-3 | 1-2 | 1-2 | 1-0 |     |

### Groupe E
| Rang | Équipe      | Pts | J | G | N | P | Bp | Bc | Diff |  | Résultats (▼ dom., ► ext.) |     |     |     |     |     |
| ---- | ----------- | --- | - | - | - | - | -- | -- | ---- |  | -------------------------- | --- | --- | --- | --- | --- |
| 1    | Japon       | 22  | 8 | 7 | 1 | 0 | 27 | 0  | +27  |  | Japon                      |     | 5-0 | 0-0 | 5-0 | 3-0 |
| 2    | Syrie       | 18  | 8 | 6 | 0 | 2 | 26 | 11 | +15  |  | Syrie                      | 0-3 |     | 1-0 | 5-2 | 6-0 |
| 3    | Singapour   | 10  | 8 | 3 | 1 | 4 | 9  | 9  | 0    |  | Singapour                  | 0-3 | 1-2 |     | 1-0 | 2-1 |
| 4    | Afghanistan | 9   | 8 | 3 | 0 | 5 | 8  | 24 | -16  |  | Afghanistan                | 0-6 | 0-6 | 2-1 |     | 3-0 |
| 5    | Cambodge    | 0   | 8 | 0 | 0 | 8 | 1  | 27 | -26  |  | Cambodge                   | 0-2 | 0-6 | 0-4 | 0-1 |     |

### Groupe F
| Rang | Équipe    | Pts | J           | G | N | P | Bp | Bc | Diff |  | Résultats (▼ dom., ► ext.) |     |     |     |     |
| ---- | --------- | --- | ----------- | - | - | - | -- | -- | ---- |  | -------------------------- | --- | --- | --- | --- |
| 1    | Thaïlande | 14  | 6           | 4 | 2 | 0 | 14 | 6  | +8   |  | Thaïlande                  |     | 2-2 | 1-0 | 4-2 |
| 2    | Irak      | 12  | 6           | 3 | 3 | 0 | 13 | 6  | +7   |  | Irak                       | 2-2 |     | 1-0 | 5-1 |
| 3    | Viêt Nam  | 7   | 6           | 2 | 1 | 3 | 7  | 8  | -1   |  | Viêt Nam                   | 0-3 | 1-1 |     | 4-1 |
| 4    | Taïwan    | 0   | 6           | 0 | 0 | 6 | 5  | 19 | -14  |  | Taïwan                     | 0-2 | 0-2 | 1-2 |     |
| -    | Indonésie |     | Disqualifié |   |   |   |    |    |      |  |                            |     |     |     |     |

### Groupe G
| Rang | Équipe       | Pts | J | G | N | P | Bp | Bc | Diff |  | Résultats (▼ dom., ► ext.) |     |     |        |     |        |
| ---- | ------------ | --- | - | - | - | - | -- | -- | ---- |  | -------------------------- | --- | --- | ------ | --- | ------ |
| 1    | Corée du Sud | 24  | 8 | 8 | 0 | 0 | 27 | 0  | +27  |  | Corée du Sud               |     | 1-0 | 3-0 f. | 4-0 | 8-0    |
| 2    | Liban        | 11  | 8 | 3 | 2 | 3 | 12 | 6  | +6   |  | Liban                      | 0-3 |     | 0-1    | 1-1 | 7-0    |
| 3    | Koweït       | 10  | 8 | 3 | 1 | 4 | 12 | 10 | +2   |  | Koweït                     | 0-1 | 0-0 |        | 9-0 | 0-3 f. |
| 4    | Birmanie     | 8   | 8 | 2 | 2 | 4 | 9  | 21 | -12  |  | Birmanie                   | 0-2 | 0-2 | 3-0 f. |     | 3-1    |
| 5    | Laos         | 4   | 8 | 1 | 1 | 6 | 6  | 29 | -23  |  | Laos                       | 0-5 | 0-2 | 0-2    | 2-2 |        |

### Groupe H
| Rang | Équipe        | Pts | J | G | N | P | Bp | Bc | Diff |  | Résultats (▼ dom., ► ext.) |     |     |     |     |     |
| ---- | ------------- | --- | - | - | - | - | -- | -- | ---- |  | -------------------------- | --- | --- | --- | --- | --- |
| 1    | Ouzbékistan   | 21  | 8 | 7 | 0 | 1 | 20 | 7  | +13  |  | Ouzbékistan                |     | 3-1 | 1-0 | 1-0 | 1-0 |
| 2    | Corée du Nord | 16  | 8 | 5 | 1 | 2 | 14 | 8  | +6   |  | Corée du Nord              | 4-2 |     | 0-0 | 2-0 | 1-0 |
| 3    | Philippines   | 10  | 8 | 3 | 1 | 4 | 8  | 12 | -4   |  | Philippines                | 1-5 | 3-2 |     | 2-1 | 0-1 |
| 4    | Bahreïn       | 9   | 8 | 3 | 0 | 5 | 10 | 10 | 0    |  | Bahreïn                    | 0-4 | 0-1 | 2-0 |     | 3-0 |
| 5    | Yémen         | 3   | 8 | 1 | 0 | 7 | 2  | 17 | -15  |  | Yémen                      | 1-3 | 0-3 | 0-2 | 0-4 |     |

### Classement des 2èmes
| Rang | Équipe              | Pts | J | G | N | P | Bp | Bc | Diff |
| ---- | ------------------- | --- | - | - | - | - | -- | -- | ---- |
| 1    | Irak                | 12  | 6 | 3 | 3 | 0 | 13 | 6  | +7   |
| 2    | Syrie               | 12  | 6 | 4 | 0 | 2 | 14 | 11 | +3   |
| 3    | Émirats arabes unis | 11  | 6 | 3 | 2 | 1 | 16 | 4  | +12  |
| 4    | Chine               | 11  | 6 | 3 | 2 | 1 | 9  | 1  | +8   |
| 5    | Corée du Nord       | 10  | 6 | 3 | 1 | 2 | 10 | 8  | +2   |
| 6    | Jordanie            | 10  | 6 | 3 | 1 | 2 | 9  | 7  | +2   |
| 7    | Oman                | 8   | 6 | 2 | 2 | 2 | 6  | 6  | 0    |
| 8    | Liban               | 5   | 6 | 1 | 2 | 3 | 3  | 6  | -3   |

## Troisième tour
Les rencontres du troisième tour se déroulent du 1er septembre 2016 au 5 septembre 2017. Le tirage a eu lieu le 12 avril 2016.
- Les 12 pays restants sont répartis en 2 groupes de 6 équipes dont les 2 meilleures dans chaque groupe se qualifient pour la Coupe du monde 2018. Les troisièmes de chaque groupe accèdent au quatrième tour.
- Le tirage au sort a eu lieu le 12 avril 2016. Les équipes sont classées selon le classement FIFA d'avril 2016 (entre parenthèses ci-après).
- Les pays qualifiés sont :  Iran (42),  Australie (50),  Corée du Sud (56),  Japon (57),  Arabie saoudite (60),  Ouzbékistan (66),  Émirats arabes unis (68),  Chine (81),  Qatar (83),  Irak (105),  Syrie (110) et  Thaïlande (119)

### Groupe A
| Rang | Équipe       | Pts | J  | G | N | P | Bp | Bc | Diff |  | Résultats (▼ dom., ► ext.) |     |     |     |     |     |     |
| ---- | ------------ | --- | -- | - | - | - | -- | -- | ---- |  | -------------------------- | --- | --- | --- | --- | --- | --- |
| 1    | Iran         | 22  | 10 | 6 | 4 | 0 | 10 | 2  | +8   |  | Iran                       |     | 1-0 | 2-2 | 2-0 | 1-0 | 2-0 |
| 2    | Corée du Sud | 15  | 10 | 4 | 3 | 3 | 11 | 10 | +1   |  | Corée du Sud               | 0-0 |     | 1-0 | 2-1 | 3-2 | 3-2 |
| 3    | Syrie        | 13  | 10 | 3 | 4 | 3 | 9  | 8  | +1   |  | Syrie                      | 0-0 | 0-0 |     | 1-0 | 2-2 | 3-1 |
| 4    | Ouzbékistan  | 13  | 10 | 4 | 1 | 5 | 6  | 7  | -1   |  | Ouzbékistan                | 0-1 | 0-0 | 1-0 |     | 2-0 | 1-0 |
| 5    | Chine        | 12  | 10 | 3 | 3 | 4 | 8  | 10 | -2   |  | Chine                      | 0-0 | 1-0 | 0-1 | 1-0 |     | 0-0 |
| 6    | Qatar        | 7   | 10 | 2 | 1 | 7 | 8  | 15 | -7   |  | Qatar                      | 0-1 | 3-2 | 1-0 | 0-1 | 1-2 |     |

### Groupe B
| Rang | Équipe              | Pts | J  | G | N | P | Bp | Bc | Diff |  | Résultats (▼ dom., ► ext.) |     |     |     |     |     |     |
| ---- | ------------------- | --- | -- | - | - | - | -- | -- | ---- |  | -------------------------- | --- | --- | --- | --- | --- | --- |
| 1    | Japon               | 20  | 10 | 6 | 2 | 2 | 17 | 7  | +10  |  | Japon                      |     | 2-1 | 2-0 | 1-2 | 2-1 | 4-0 |
| 2    | Arabie saoudite     | 19  | 10 | 6 | 1 | 3 | 17 | 10 | +7   |  | Arabie saoudite            | 1-0 |     | 2-2 | 3-0 | 1-0 | 1-0 |
| 3    | Australie           | 19  | 10 | 5 | 4 | 1 | 16 | 11 | +5   |  | Australie                  | 1-1 | 3-2 |     | 2-0 | 2-0 | 2-1 |
| 4    | Émirats arabes unis | 13  | 10 | 4 | 1 | 5 | 10 | 13 | -3   |  | Émirats arabes unis        | 0-2 | 2-1 | 0-1 |     | 2-0 | 3-1 |
| 5    | Irak                | 11  | 10 | 3 | 2 | 5 | 11 | 12 | -1   |  | Irak                       | 1-1 | 1-2 | 1-1 | 1-0 |     | 4-0 |
| 6    | Thaïlande           | 2   | 10 | 0 | 2 | 8 | 6  | 24 | -18  |  | Thaïlande                  | 0-2 | 0-3 | 2-2 | 1-1 | 1-2 |     |

## Quatrième tour
Les deux équipes du troisième rang dans chaque groupe du troisième tour se disputeront les deux équipes pour déterminer l'équipe qualifié à la coupe du monde.
L'ordre des matchs a été annoncé lors du tirage au sort pour le troisième tour. Les rencontres ont lieu les 5 et 10 octobre 2017.
| Équipe 1 | Résultat | Équipe 2  | Aller | Retour |
| -------- | -------- | --------- | ----- | ------ |
| Syrie    | 2 – 3    | Australie | 1 - 1 | 1 - 2  |

## Équipes qualifiées
Les équipes suivantes de la zone Asie se qualifient pour le tournoi final.
| Nombre | Équipe          | En tant que                 | Date de qualification |
| ------ | --------------- | --------------------------- | --------------------- |
| 1      | Iran            | Vainqueur du groupe A       | 12 juin 2017          |
| 2      | Corée du Sud    | Deuxième équipe du groupe A | 5 septembre 2017      |
| 3      | Japon           | Vainqueur du groupe B       | 31 août 2017          |
| 4      | Arabie saoudite | Deuxième équipe du groupe B | 5 septembre 2017      |
| 5      | Australie       | Vainqueur du barrage        | 15 novembre 2017      |